# Жан-Франсуа Копе
Жан-Франсуа Копе (фр. Jean-François Copé; нар. 5 травня 1964, Булонь-Біянкур) — французький політик.

## Біографія
Народився в єврейській родині.
У 1989 році закінчив Національну школу адміністрації і працював у фінансовому секторі. З 1993 року брав активну участь у діяльності партії «Об'єднання на підтримку республіки».
Мер Мо (19 червня 1995 — 20 червня 2002, з 1 грудня 2005).
Член Національної асамблеї (з 26 червня 2002).
Міністр бюджету (31 травня 2005 — 18 травня 2007).
Генеральний секретар Союзу за народний рух (17 листопада 2010 — 19 листопада 2012).
19 листопада 2012 він був обраний президентом Союзу за народний рух з 50,03 % голосів її членів, перемігши Франсуа Фійона.